# شکر پنیر
شکرپنیر یک شیرینی است که از تغلیظ مخلوط شکر و آب تولید شده و همچنین طعم دهنده‌های طبیعی مانند پودر هل، پودر نارگیل و… به آن افزوده می‌گردد. شکرپنیر سوغات شیرین بجنورد است؛ اما از دهۀ ۱۳۸۰ با توجه به تولیدات انبوه کارخانه‌های شهرهای دیگر منطقۀ خراسان از جمله مشهد، گرگان ،بوشهر و... این محصول از انحصار بجنورد خارج شده است.
شکرپنیر نوعی از شیرینی‌جات بجنورد و اصفهان است. شکر پنیر ترکیبی از آب و شکر است که می‌گذارند به جوش بیاید و به درجه‌ای از قوام برسد. وقتی آماده شد بر روی سنگ بار آن را پهن می‌کنند وآن را مرتب دو نفر از دو طرف می‌کشند تا قرمزی شکر به سفیدی مبدل شود. بعد آن را می‌برند با قیچی تا به صورت گرد و چهارگوش شود. بعد آن را در بین آرد می‌ریزند تا رس کند و برای خوشمزه شدن آن به آن انواع اسانس مثل هل وپرتقال می‌زنند.
شکرپنیر نام یکی از غذاهای شیرازی نیز هست و طرز تهیه آن به این صورت است که برای تهیه آن به شکر، آب، کرم ترنر و آرد احتیاج است.

## فرق بین شکر پنیر و آبنبات
در بعضی از شهرها همانند بجنورد به شکر پنیر، آبنبات می‌گویند. حال آن که این دو با هم متفاوتند. آبنبات از شکر خالص ساخته می‌شود و شکر پنیر را علاوه بر شکر از آرد برنج با آرد گندم درست می‌کنند.

## آماده‌سازی شکر پنیر
پس از مهیا کردن خمیر شکر پنیر آن را از قالب‌‌های مخصوص و در اندازه‌های ۲ سانتی‌متر مکعبی عبور داده و پس از خشک شدن در کمتر از یک ساعت در پاکت‌های پلاستیکی نیم تا یک کیلوگرمی بسته‌‌بندی و به بازار عرضه می‌کنند.